# Криве (Ліський повіт)
Криве (пол. Krzywe) — село в Польщі, у гміні Тісна Ліського повіту Підкарпатського воєводства. Знаходиться на прадавній етнічній українській території. Розташоване в гірській пасмі Бескидів, недалеко від кордону зі Словаччиною і Україною.
Населення — 64 особи (2011).

## Історія
Ймовірно, території були населені русинами ще за часів Київської Русі.
Перша документальна згадка про село — 1552 р., як власність роду Балів.
В 1-й пол. XVII ст. у власності Урбанських, згодом з сер. XVIII ст. до поч. XIX ст. належала батькові Олександра Фредра (Fredry) — Яка, далі власники — Флемінгові (Flemingowie), пізніше під кін. XIX ст. — Герман Чех де Ліндевальд (Herman Czecz de Lindewald), власники в міжвоєнний час — жидівська родина Баекенброзов (Baeckenbrothów).
З 2-ї половини 18 ст. до 1918 року село у складі Австро-Угорщини. 1904 року через село офіційно введена вузькоколійна залізниця від Нового Лупкова до Тісної з продовженням через Кальницю до Бескиду.
З листопада 1918 по січень 1919 тут існувала Команчанська Республіка. У 1919-1939 рр. село входило до Ліського повіту Львівського воєводства.
Після 1947 року через переселення до СРСР і акцію Вісла село було знищене.
У 1975-1998 роках село належало до Кросненського воєводства.

### Церква Св. Іоана Хрестителя
В селі був особняк з водним млином і корчмою, який з 1811 по 1873 рік служив священику. Мешкала там родина пароха с. Смерек о. Семетківського, який був адміністратором церкви в с. Криве. Парохіяльна церква (з приходом з с. Присліп) належала до Балигородського (з 1924 року до Тіснянського) деканату Перемиської єпархії.
Сільська церква Св. Іоана Хрестителя була побудована в 1845 р. на місці старої теж дерев'яної, в 1848 році освячена. Розміри — 15,8 м довжини і 8 м ширини. В перші роки ХХ ст. в церкві було проведено ґрунтовний ремонт. В 1910 році була знову освячена. В святині був поставлений гарно оздоблений іконостас зі сценами життя святих — св. Миколая, св. Онуфрія, св. Юра. В Історичному Музею м. Сянік зберігається ікона 17 ст. Вознесіння Матері Божої і 18 ст. Св. Юра з цієї церкви. Біля церкви стояла дзвіниця з трьома дзвонами. Найбільший дзвін вагою 500 кг був вилитий в Перемишлі на межі 20-30-х рр. ХХ ст. Після окупації села німцями, мешканець на прізвище Плишка сховав дзвони в свердловині. Але під загрозою розстрілу жителі вказали місце і німці вивезли дзвони до Німеччини. Церква і дзвіниця були знищені до 1947 р. Зараз на сільському цвинтарі залишились два надгробки.

## Демографія
1921 — 191 осіб, з них 8 римо-католиків.
У 1939 році в селі проживало 290 мешканців, з них 280 українців-грекокатоликів і 10 українців-римокатоликів.
1943 — 285 осіб
1946 — 320 осіб.
Демографічна структура станом на 31 березня 2011 року:
|          | Загалом | Допрацездатний вік | Працездатний вік | Постпрацездатний вік |
| -------- | ------- | ------------------ | ---------------- | -------------------- |
| Чоловіки | 33      | 7                  | 21               | 5                    |
| Жінки    | 31      | 5                  | 19               | 7                    |
| Разом    | 64      | 12                 | 40               | 12                   |